# ヤマ (インド神話)

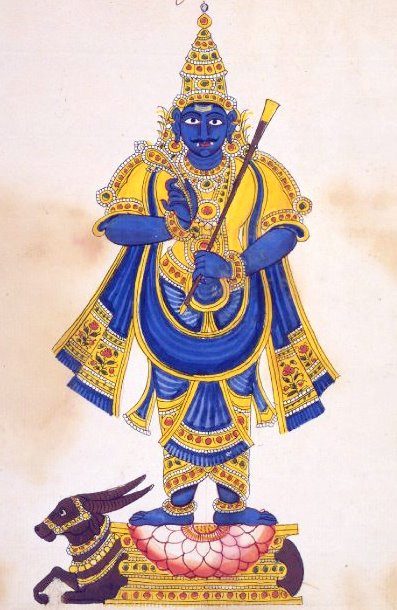
19世紀前半に描かれたヤマ

ヤマ（サンスクリット: यम Yama）は、インド神話における人類の始祖であり、また死者の主。仏教の閻魔はヤマに由来する。

## 名称
「ヤマ」とはサンスクリットで双子を意味する。インド・イラン（Indo-Iranian）共通時代にまで遡る古い神格で、『アヴェスター』の聖王イマ（中世・近世ペルシア語でジャム、あるいは「輝けるジャム」の意味でジャムシードとも呼ばれる）や北欧神話の巨人ユミルと同起源である。

## 人類の始祖
『リグ・ヴェーダ』10.10の「ヤマとヤミーとの対話」は、ヤマとその妹ヤミー（Yami）の双子の兄妹による会話体の作品である。ふたりはヴィヴァスヴァットの子で、母はトヴァシュトリの娘サラニューとされる。この作品においてヤミーはヤマに子孫を残す必要性を訴えて結婚を迫るが、ヤマは兄弟姉妹婚がミトラ神とヴァルナ神の定めた天則に沿わない行為だとして拒む。なお辻直四郎によれば、この対話形式の讃歌は人類の起源を説明しているものの、詩の作者が近親相姦という倫理に反する表現を回避しているという。
彼らから最初の人類が生まれたとされるが、ヴェーダにおいて人間の祖の役割を果たしているのは通常マヌであり、ヤマは基本的に死者の主として扱われる。ミトラとヴァルナ、アシュヴィン双神のように、本来はマヌとヤマも対になる神であったとも考えられる。

## 死者の主
人類の始祖が死者の主になった理由については、以下のように説明される。ヤマは人間で最初の死者となり、死者が進む道を見いだした。そして死者の国の王となった。
ヤマの死は昼夜の起源ともなった。黒ヤジュルヴェーダの『マイトラーヤニー・サンヒター』（1・5・12）の伝えるところでは、ヤマが死んだ頃はまだ夜が無かった。悲しみに暮れるヤミーは、神々に慰められるたびに「ヤマは今日死んだ」と言っては泣いた。神々はヤミーがヤマを忘れられるように、今日を昨日とすべく夜を作り出したので、ヤミーは立ち直ることができたという。
ヤマは虚空のはるか奥に住むという。インドでは、古くは生前によい行いをした人は天界にあるヤマの国に行くとされた。そこは死者の楽園であり、長寿を全うした後にヤマのいる天界で祖先の霊と一体化することは、理想的な人生だと考えられていた。
後にヤマの世界は地下だとされ、死者を裁き、生前に悪行をなした者を罰する恐るべき神と考えられるようになった。神犬サラマーから生まれた4つ目で斑の2匹の犬サーラメーヤ（Sarameya）を従える。

## 図像学
現在のインドでは、青い肌で水牛に乗った姿で描かれる（本来は黒い肌だが美術上の様式として青く描かれる）。

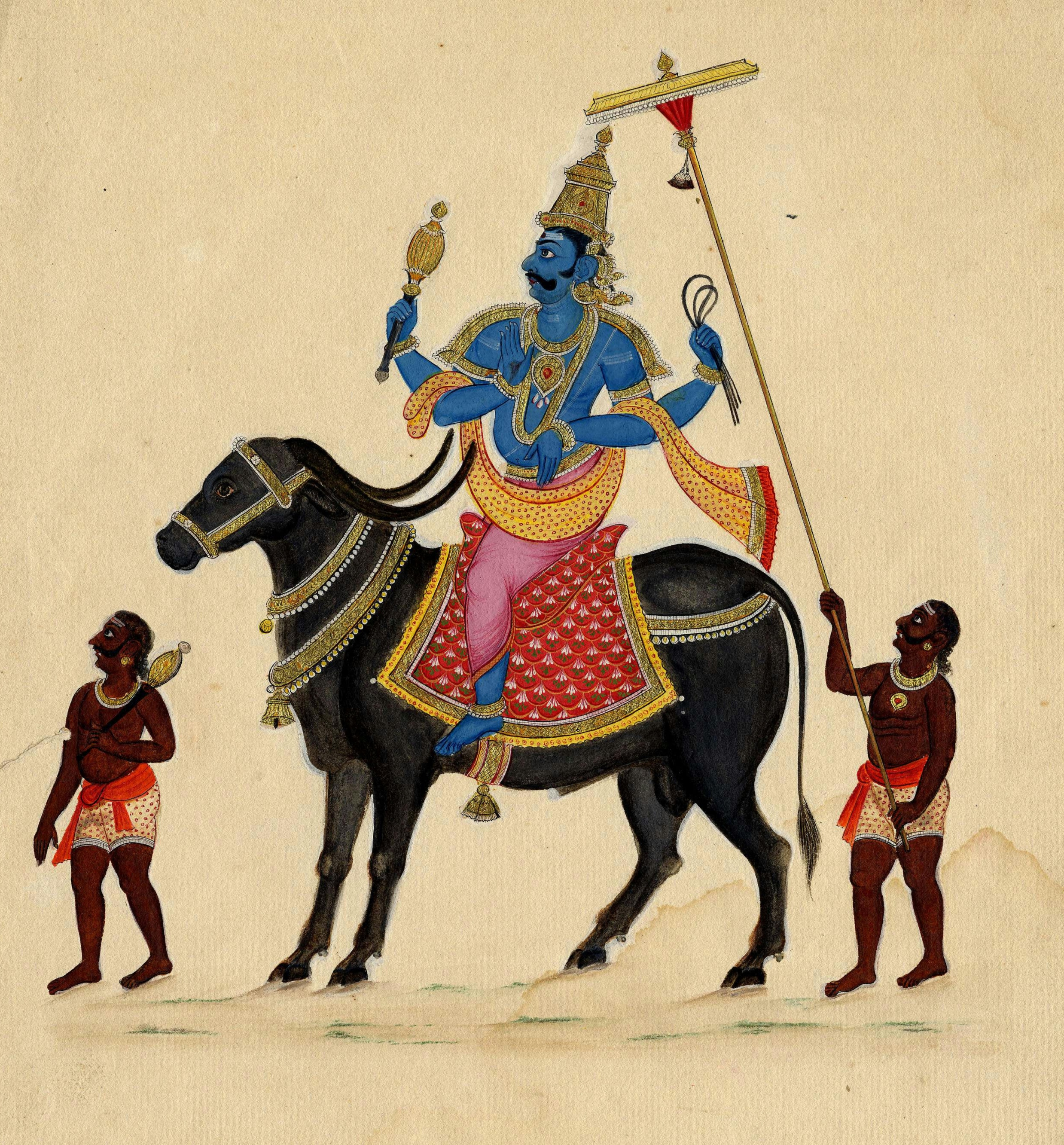
19世紀前半
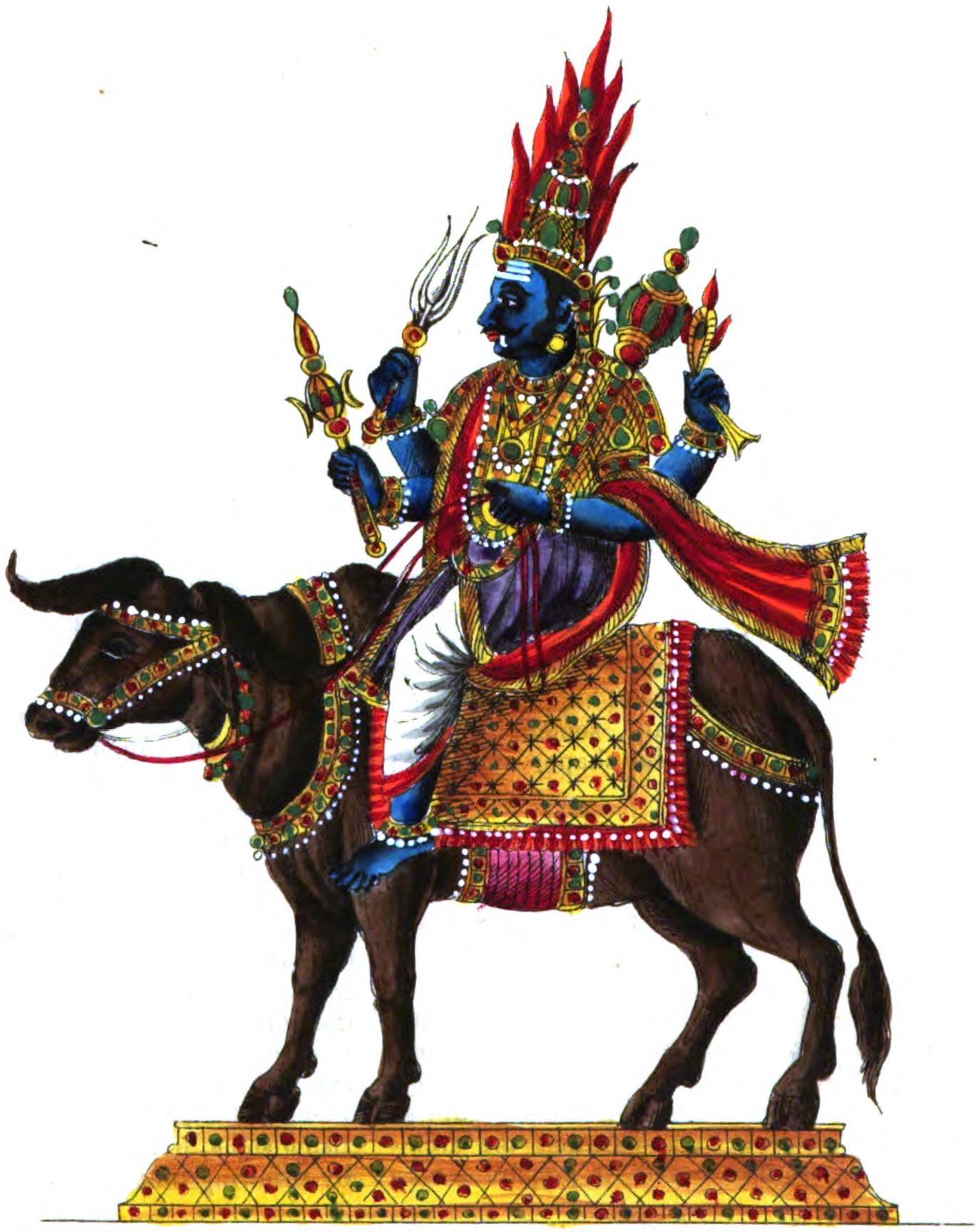
19世紀中頃